# Kate Micucci
Kate Micucci, född 31 mars 1980 i Jersey City i New Jersey, är en amerikansk skådespelare, musiker och komiker. Hon är bland annat känd som ena halvan av den musikaliska komediduon Garfunkel and Oates, där hon spelar tillsammans med Riki Lindhome.
Som skådespelare har Micucci bland annat haft roller i TV-serier som The Big Bang Theory och Scrubs.
Sedan 2018 är hon gift med musikern Jake Sinclair. Tillsammans har de en son född 2020. År 2023 meddelade Micucci att hon opererats för lungcancer.

## Filmografi i urval
- 2009 – Scrubs (TV-serie)
- 2010–2014 – Raising Hope (TV-serie)
- 2010 – När man är i Rom
- 2013–2017 – Steven Universe (TV-serie) (röst)
- 2013–2017 – The Big Bang Theory (TV-serie)
- 2017 – The Lego Batman Movie (röst)
- 2017–2021 – Ducktales (TV-serie) (röst)
- 2022 – Clerks III